# Bert Winfield
Pour les articles homonymes, voir Winfield.

a Compétitions nationales et continentales officielles uniquement.

b Matchs officiels uniquement.
Herbert Benjamin 'Bert' Winfield, né le 5 mai 1878 à Nottingham en Angleterre et mort le 21 septembre 1919 à Cardiff, est un joueur de rugby gallois, évoluant au poste d'arrière pour le pays de Galles.

## Carrière
Il dispute son premier test match le 14 mars 1903, contre l'Irlande, et son dernier contre les Wallabies le 12 décembre 1908. Il joue en club avec le Cardiff RFC.
Bert Winfield honore quinze sélections avec le pays de Galles, dans cette période connue comme le premier « Âge d'or » du rugby gallois. En effet, les Dragons remportent onze victoires pour quinze matches disputés, battant chaque adversaire et notamment les Originals, équipe représentant la Nouvelle-Zélande en tournée en Grande-Bretagne en 1905, en France et en Amérique du Nord en 1906.

## Palmarès
- Triple Couronne en 1905 et en 1908.
- Victoire partagée en 1906.

## Statistiques en équipe nationale
- Quinze sélections pour le pays de Galles entre 1903 et 1908.
- 14 transformations, 6 pénalités, 1 marque sur un mark, soit 50 points avec les Gallois.
- Sélections par année : 1 en 1903, 3 en 1904, 1 en 1905, 3 en 1906, 2 en 1907, 5 en 1908.
- Participation à cinq tournois britanniques en 1903, 1904, 1906, 1907, 1908.
- Sélections par adversaire :
  -  Australie 1908
  -  Angleterre 1904, 1906, 1908
  -  France 1908
  -  Irlande 1903, 1904, 1906, 1907, 1908
  -  Nouvelle-Zélande 1905
  -  Écosse 1904, 1906, 1907, 1908.